# Heliura auranticaput
Heliura auranticaput är en fjärilsart som beskrevs av Embrik Strand 1920. Heliura auranticaput ingår i släktet Heliura och familjen björnspinnare. Inga underarter finns listade i Catalogue of Life.